# Széles a Balaton, azért ingadozik
A Széles a Balaton, azért ingadozik kezdetű magyar népdalt Kerényi György gyűjtötte Sárpilisen.
Vavrinecz Béla zongorakíséretet írt hozzá.
Feldolgozás:
| Szerző         | Mire                  | Mű                       |
| -------------- | --------------------- | ------------------------ |
| Kerényi György | két szólamú vegyeskar | Balatoni szonáta, 3. dal |

## Felvételek
- Széles a Balaton, azért ingadozik. cimbalom.nl (Hozzáférés: 2016. május 1.) (audió) arch ének
- Széles a balaton... Kalmár Lajos  YouTube (2010. február 7.)  (Hozzáférés: 2016. május 1.) (audió, fényképsorozat) furulya
- Vavrinecz – Sasfalvi:  Balatoni Fuvolások. Kovács Stefánia Judit, Harsány Laura Eszter, Lukács Alexandra, Szabó Krisztina  YouTube (2008. április 28.)  (Hozzáférés: 2016. május 1.) (videó) 1:21-ig. fuvolakvartett